# Deutscher Gewerkschaftsbund
La Deutscher Gewerkschaftsbund, abbreviata in DGB, in italiano Confederazione dei Sindacati Tedeschi, è la maggiore confederazione sindacale della Germania. La DGB riunisce e rappresenta otto federazioni sindacali tedesche.

## Federazioni affiliate
La DGB al 31 dicembre 2011 riportava un totale di 6.155.899 iscritti distribuiti nelle otto federazioni che rappresenta come sotto riportato:
- IG Bauen-Agrar-Umwelt (IG BAU): costruzioni, agricoltura e ambiente per un totale 305.775 iscritti (4.97%).
- IG Bergbau, Chemie, Energie (IG BCE): settore minerario chimico e energetico per u totale di 672.195 iscritti (10.92%).
- Gewerkschaft Erziehung und Wissenschaft (GEW): istruzione educazione ricerca e scienza, in tutto 263.129 iscritti (4.27%).
- IG Metall (IGM): settore metallurgico, automobilistico, tessile plastica e legno per un totale di 2.245.760 iscritti (36.48%).
- Gewerkschaft Nahrung-Genuss-Gaststätten (NGG): industria alimentare e della ristorazione assomma 205.637 iscritti (3.34%).
- Gewerkschaft der Polizei (GdP): sindacato di polizia 171.709 iscritti (2.79%).
- Eisenbahn- und Verkehrsgewerkschaft (EVG): rappresenta i ferrovieri riportando 220.704 iscritti (3.59%).
- Vereinte Dienstleistungsgewerkschaft (Ver.Di): sindacato dei servizi e del terziario ammonta a 2.070.990 iscritti (33.64%).